# برادلي بيتشارد
برادلي بيتشارد (بالإنجليزية: Bradley Pritchard)‏ (19 ديسمبر 1985 بهراري في زيمبابوي - ) هو لاعب كرة قدم زيمبابوي في مركز الوسط. لعب مع تشارلتون أثلتيك وستيفيناغ بوروه وهايز وييدينغ يونايتد ‏ ونونيتون بورو ‏ ونادي تاموورث ونادي ليتون أورينت وكارشالتون أثلتيك.

## وصلات خارجية
- برادلي بيتشارد على موقع قاعدة بيانات كرة القدم.إي يو (الإنجليزية)
- برادلي بيتشارد على موقع Soccerbase.com (لاعب) (الإنجليزية)
- برادلي بيتشارد على موقع Soccerway.com (الإنجليزية)